# 青若麗魚
青若麗魚，為輻鰭魚綱鱸形目隆頭魚亞目慈鯛科的其中一種，被IUCN列為易危保育類動物，分布於非洲馬拉威湖Chinyamwezi島流域，棲息深度可達40公尺，體長可達7.8公分，棲息在岩石底質水域，以藻類、浮游生物等為食，生活習性不明，可作為觀賞魚。

## 擴展閱讀
維基物種上的相關：青若麗魚